# MY SONGS
『MY SONGS』（マイ・ソングス）は、岩崎宏美のセルフカバー・ベスト・アルバム。2015年5月20日発売。発売元はインペリアルレコード。 

## 解説
- 40周年を記念して、アンケートでのリクエストが多かったシングル曲を中心に新たにセルフカバーを行った。
- 通常盤と「40周年感謝盤」の2形態でリリースされ、「40周年記念盤」には2001年から2015年までのシングル曲を収録した「シングル・コレクション 2001-2015」が付属した2枚組。「40周年記念盤」は2016年4月末までの期間限定生産。

## 収録曲
1. ロマンス
  - 作詞：阿久悠／作曲：筒美京平／編曲：坂本昌之
2. 思秋期
  - 作詞：阿久悠／作曲：三木たかし／編曲：渡辺俊幸
3. 40周年記念スペシャル・メドレー
  - （二重唱 (デュエット)〜ロマンス〜センチメンタル〜ファンタジー〜未来〜ドリーム〜想い出の樹の下で〜シンデレラ・ハネムーン）
  - 作詞：阿久悠／作曲：筒美京平／編曲：上杉洋史
4. すみれ色の涙
  - 作詞：万里村ゆき子／作曲：小田啓義／編曲：国府弘子
5. 素敵な気持ち
  - 作詞：康珍化／作曲：筒美京平／編曲：坂本昌之
6. 霧のめぐり逢い
  - 作詞：阿久悠／作曲：筒美京平／編曲：塚崎陽平
7. 春おぼろ
  - 作詞：山上路夫／作曲：筒美京平／編曲：古川昌義
8. 万華鏡
  - 作詞：三浦徳子／作曲：馬飼野康二／編曲：塚崎陽平
9. 聖母たちのララバイ
  - 作詞：山川啓介／作曲：木森敏之・John Scott／編曲：渡辺俊幸
10. ぼくのベストフレンドへ
  - 作詞：川村久仁美／作曲：たなかひろかず／編曲：国府弘子
11. 聖母たちのララバイ (2004version)（ボーナストラック）
  - 『HIROMI IWASAKI 30TH ANNIVERSARY BOX』に収録されていたバージョン。

### 40周年感謝盤／ディスク2
1. あとかたもなく
2. 夢
3. 止まった時計
4. あなたの心に
5. 手紙
6. ただ・愛のためにだけ
7. シアワセノカケラ
8. 始まりの詩、あなたへ
9. いのちの理由
10. あなたへ〜いつまでも いつでも〜
11. 時の針
12. Thank You!
13. 光の軌跡
14. ピンクと呪文（ボーナストラック）
  - THE★THREE SOUL PIGREES名義